# Batouala
Batouala è il primo romanzo sui neri d'Africa scritto da un nero, René Maran, ed ambientato in Africa (Repubblica Centrafricana).
Il suo messaggio di rivolta, ben più esplicito ed aggressivo nella prefazione che nel racconto stesso, fu accolto dai giovani intellettuali neri come una rivelazione ed una promessa di rivendicazione della cultura africana.
Benché René Maran fosse di origine antillana e fosse vissuto nell'Oubangui-Chari soltanto tredici anni, ancor oggi la sua opera è letta e studiata come un classico della letteratura centrafricana.
Batouala venne pubblicato in Francia, nel 1921, presso l'editore Albin Michel, e nello stesso anno gli fu accordato il Premio Goncourt. Fu così che si scatenò una valanga di critiche e di accuse diffamatorie da parte della stampa francese.

## Trama
Batouala è la storia di un capo tribù Banda che si scopre tradito, durante la festa della circoncisione, dall'ultima e favorita delle sue nove mogli, Yassigui'ndja. Complice suo nell'inganno coniugale è il suo migliore amico, Bissibi'ngui, un aitante don Giovanni di sedici anni.
Nel mettere a punto la sua vendetta, freddamente studiata in vista di una partita di caccia, Batouala manca il bersaglio, Bissibi'ngui, e viene assalito da una pantera. 
Mortalmente ferito, viene ricondotto al suo villaggio solo dopo la fine della caccia e lì, in seguito ad una lenta agonia, muore assistito dalla giovane moglie e dal suo amante.

## Struttura
Il romanzo, frutto di un lavoro di perfezione stilistica e linguistica durato sei anni, presenta una struttura composta di tre sequenze: l'incipit, il lento e rituale risveglio di Batouala, l'apice, la festa della ga'nza (circoncisione ed escissione del clitoride), capitolo centrale dove il dramma esplode; ed infine l'explit, in cui l'agonia e morte del protagonista sono descritte con l'impietosa lucidità che caratterizza l'intera opera.